# Fidzsi fecskeseregély
A fidzsi fecskeseregély (Artamus mentalis) a madarak (Aves) osztályának a verébalakúak (Passeriformes) rendjéhez, ezen belül a fecskeseregély-félék (Artamidae) családjához tartozó faj.

## Rendszerezés
Egyes rendszerezők szerint a fehérhasú fecskeseregély (Artamus leucorynchus) alfaja Artamus leucorynchus mentalis néven.

## Előfordulása
A Fidzsi-szigetek területén honos. A természetes élőhelye szubtrópusi és trópusi síkvidéki esőerdők

## Külső hivatkozások
- Képek az interneten a fajról
- Internet Bird Collection